# Frozen (película de 2010)
Frozen es una película de terror estadounidense del 2010, dirigida por Adam Green y protagonizada por Emma Bell, Kevin Zegers y Shawn Ashmore.

## Argumento
La película comienza cuando Joe (Shawn Ashmore), Parker (Emma Bell) y Dan (Kevin Zegers) intentan pagarle a Jason (Ed Ackerman), el guardia de las telesillas, sin tarjeta de crédito ya que solo tienen dinero en efectivo. Dan le pide a Parker que ella vaya a convencer al guardia de que los deje pasar y lo logra dándole 100 dólares.
Mientras están subiendo, la telesilla se detiene, pero al cabo de unos segundos sigue subiendo. Cuando llegan a la montaña, Dan intenta enseñarle a Parker cómo esquiar mientras Joe los observa. 
En el restaurante, Joe le dice a Parker que no la odia pero lo que pasa en verdad, es que no la habrían pasado nada mal sin ella, pues no se llevan muy bien. Mientras tanto, Joe conoce a una chica llamada Shannon (Rileah Vanderbilt), quien le pasa su número de teléfono. Después, intentan convencer de nuevo al guardia de que los deje dar otra vuelta y éste accede. 
Mientras van subiendo, los tres alcanzan a ver que otros tres esquiadores van bajando. En ese momento, el guardia fue al baño y le pidió a un compañero que esperara a los tres. En ese instante, los tres esquiadores que Dan, Parker y Joe vieron bajar, son confundidos por el amigo de Jason, Cody (Kane Hodder), quien piensa que ya no hay nadie en las telesillas y, por lo tanto, las apaga, dejando solos a los tres varados en la telesilla. 
Parker se asusta, pero Dan le dice que no pasa nada, que seguro era una falla técnica. Entonces, las luces del resort se apagan, asustando más a los chicos. Gritando con tal de que alguien vaya y los baje, los tres quedan solos en la montaña y pasan gran parte de la noche colgados, cuando comienza a nevar. Los tres son conscientes de que podrían morir, pues el parque reabriría sus puertas dentro de cinco días. Dan, al percatarse de que Parker ya tiene quemaduras por el frío, decide saltar desde la telesilla hasta el suelo; sin embargo, al momento de caer se rompe las dos piernas y no puede moverlas, por lo que Joe le lanza algo para que Dan se haga torniquetes en ambas piernas ya que sus fracturas son expuestas. Un lobo se presenta cerca de Dan, el cual logra ser alejado después de que Parker le arroja su tabla de ski. Luego de unos momentos, Joe decide pasar de telesilla en telesilla para bajar por el poste y salvar a Dan; aunque no lo logra debido a que un grupo de lobos aparece y ataca a Dan, por lo que Joe decide quedarse en la telesilla a cuidar de Parker. Ambos se abrazan y lloran al escuchar a su amigo gritar mientras es devorado por los animales, sin que ellos puedan hacer algo.
Al día siguiente, Parker se da cuenta de que la mano que quedó descubierta, por perder su guante al intentar prender un cigarrillo, está quemada por congelación, así como parte de su cara y labios. Joe se despierta y tras pasar varias horas decide balancearse por la cuerda en la que está sujeta la telesilla para llegar al poste y bajar a través de una escalerilla de emergencia. Joe intentar ir en busca de ayuda, pero los lobos lo avistan y se lanzan contra él. Joe logra sentarse en una tabla de snowboard y huye mientras los lobos lo persiguen. Parker vuelve a pasar la noche en la telesilla sola. Al despertar y ver que Joe aún no ha vuelto, decide tratar de bajarse de la telesilla; pero, al momento de hacerlo, el eje que sostiene la telesilla se rompe y queda colgando a unos metros del suelo por un cable delgado de seguridad. Al notar que la distancia al suelo es más segura, Parker salta y casi al instante, el cable de seguridad de la telesilla se rompe y ésta cae sobre su tobillo. Como ella no puede caminar, comienza a arrastrarse sobre la nieve y, al avanzar una cierta distancia, logra ver el cuerpo de Joe totalmente devorado por los lobos, pasando junto a ellos hasta llegar a la carretera. A los pocos minutos, aparece un automóvil, el cual se detiene al ver el cuerpo de Parker que se había detenido en la carretera producto del agotamiento y las lesiones.

## Elenco
- Emma Bell es Parker O'Neil: Es la novia de Dan, ella no se lleva bien con Joe. Cuando Dan muere, culpa a Joe de ello y dice que por qué él no evitó que Dan brincara y lo culpa de su muerte.
- Shawn Ashmore es Joe Lynch: Es el mejor amigo de Dan. Piensa que si no fuera por Parker (porque Dan y ella se quedaron casi todo el día enseñándole a esquiar) no habrían perdido tanto tiempo y así se habrían ido de ahí. Muere cuando se pasa de telesilla en telesilla hasta bajar del poste, entonces agarra una tabla de ski y se va esquiando, no se ve el momento de su muerte, sólo se ve cuando lo persiguen los lobos y Parker le grita advirtiéndole. Al final cuando Parker se va arrastrándose, se puede ver a un grupo de lobos comiéndose el ensangrentado cuerpo de Joe.
- Kevin Zegers es Dan Walker: Es el mejor amigo de Joe, y novio de Parker. Muere cuando se tira del telesilla y se rompe completamente las piernas, quedando inmovilizado. Después de un tiempo ve que hay un lobo enfrente de él, pero Parker lo espanta aventándole su tabla de ski gritándole. Luego, Joe intenta bajar por Dan, pero éste en ese momento se da cuenta de que una manada de lobos está a punto de atacar a Dan, por lo que le dice a Parker que no mire abajo, mientras los lobos empiezan a comerse a Dan.
- Rileah Vanderbilt es Shannon.
- Ed Ackerman es Jason.
- Adam Johnson es Rifkin.
- Chris York es Ryan.
- Peder Melhuse es Driver.
- Kane Hodder es Cody.
- Joe Lynch es Joven en Silla de ascensor #2
- Will Barratt es Sullivan.
- Adam Green es Joven en Silla de ascensor #1.
- Cody Blue Snider es Hermana Fanática Torcida en la Cafetería.

## Producción
La película fue filmada en Snowbasin cerca de Ogden, Utah en febrero del 2009 y fue distribuida por Anchor Bay Entertainment.

## Estreno
La premier de la película fue en enero del 2010 en el Festival de Cine de Sundance y fue estrenada en los cines de Norteamérica el 5 de febrero de 2010, con la distribución del Anchor Bay Films. Mientras se reproducía en Sundance, la película causó silencio en la gente con numerosas debilidades de los miembros de la audiencia que no condicionó el desempeño de la tensión del film. Tal silencio sucedió en el Tower Theater en el Park City. "Frozen" también abrió el Glasgow FrightFest. El 5 de febrero la película tuvo múltiples pantallas en áreas de Boston, Nueva York, Los Ángeles, Salt Lake City, Dallas, Denver, Philadelphia, Minneapolis y Chicago. La película fue estrenada el 5 de febrero de 2010 con el elenco total y el equipo a 6 hombres chinos en Hollywood Blvd. Frozen fue estrenada en Malasia el 24 de junio de 2010. El DVD y el Blu-Ray se estrenaron en el plato para el 28 de septiembre de 2010. Los dos discos de la edición especial incluyen el comentario en audio con el escritor y director Adam Green y con conductores Shawn Ashmore, Kevin Zegers y Emma Bell, los documentales "Catching Frostbite: The Origins of Frozen", "Three Below Zero", "Shooting Through It", "Beating the Montain: Surviving Fozen", escenas eliminadas y el oficial tráiler de teatro. El Blu-Ray se estrenó con un exclusivo comentario de Adam Green, el cinematógrafo Will Barrat y el editor Ed Marx.

## Recepción

### Crítica
Frozen recibió críticas mezcladas, con sólo un 56% de las críticas ambientándolo positivo en el agregador reseño Rotten Tomatoes. El crítico Richard Roeper llamó a la película "Una entretenida, llena de suspenso, pequeña fiesta de sustos grotesca sometida maravillosamente", mientras el Hollywood Reporter comentó que "no está escrita, dirigida o actuada lo suficientemente bien siendo un thriller de poco-rato."

### Taquilla
Frozen abrió en la primera semana una taquilla de $131,395. Eso bajo ejecutó las siguientes semanas. Internacionalmente, la película ganó otros 2.4 millones de dólares, trayendo una recaudación total recibida ligeramente que 2.7 millones de dólares. Este es el estreno mundial doméstico, donde fue proyectado en 106 teatros.

### Premios
La película fue nominada como una de las mejores películas de horror del 2009 para los Saturn Awards.